# Ptychoptera sikkimensis
Ptychoptera sikkimensis är en tvåvingeart som beskrevs av Alexander 1965. Ptychoptera sikkimensis ingår i släktet Ptychoptera och familjen glansmyggor.
Artens utbredningsområde är Sikkim. Inga underarter finns listade i Catalogue of Life.